# Euscelus scutellatus
Euscelus scutellatus is een keversoort uit de familie bladrolkevers (Attelabidae). De wetenschappelijke naam van de soort werd in 1829 gepubliceerd door Johann Christoph Friedrich Klug.